# Eric Holcomb
Eric Joseph Holcomb (Indianapolis, 2 maggio 1968) è un politico statunitense, governatore dell'Indiana dal 2017 al 2025. In precedenza, Holcomb ha servito come Vicegovernatore dell'Indiana dal 2016 al 2017.

## Biografia
Holcomb nasce a Indianapolis, nell'Indiana. Nel 1990 ottiene due lauree prima nella sua città natale e poi ad Hanover. Ha servito per sei anni alla United States Navy, spostandosi tra Jacksonville e Lisbona. Nel 1997 ha lavorato per John Hostettler, all'epoca membro della Camera dei rappresentanti, alla quale in seguito, nel 2000, lo stesso Holcomb si candiderà, venendo poi sconfitto. Agli inizi del 2003 diventa consulente per l'allora governatore Mitch Daniels. Si dimette nel 2013 per lavorare con il senatore dell'Indiana Dan Coats.

## Carriera politica
Agli inizi del 2003 diventa consulente per l'allora governatore Mitch Daniels. Si dimette nel 2013 per lavorare con il senatore dell'Indiana Dan Coats.
Nel 2016, quando Coats annunciò di non volersi più ricandidare al Senato, Holcomb prese in considerazione l'idea di correre come senatore. Nel febbraio 2016, però, si ritira dalla corsa e un mese dopo assume le funzioni di Vicegovernatore dell'Indiana sotto il Governatore Mike Pence, dopo che Sue Ellspermann si era dimessa da quella carica. 

### Governatore dell'Indiana (2017-2025)
Nel 2016, Holcomb presenta la sua candidatura come Governatore dell'Indiana dopo che il collega in carica Mike Pence era stato scelto da Donald Trump come candidato vicepresidente degli Stati Uniti alle elezioni presidenziali e che ne determinò il ritiro da una ricandidatura. Alle elezioni governatoriali Holcomb viene eletto nuovo Governatore dell'Indiana, sconfiggendo con il 51,4% dei voti il candidato democratico John R. Gregg, fermo al 45,4% delle preferenze. Ha prestato giuramento come governatore il 9 gennaio 2017.
Holcomb viene rieletto per un secondo mandato nelle elezioni governatoriali del 2020, prevalendo con il 56,5% dei voti sul candidato del Partito Democratico Woody Myers con il 32,1% delle preferenze. La scadenza naturale del mandato di Holcomb è avvenuta il 13 gennaio 2025, succeduto dal collega di partito Mike Braun.